# Corebo di Elide
Corebo di Elide (in greco: Κόροιβος Ἠλεῖος) (Elide, 800 a.C. circa – dopo il 776 a.C.) è stato un atleta greco antico.

## Biografia
Corebo era un umile fornaio dell'Elide e nel 776 a.C. vinse i primi Giochi olimpici antichi. Partecipò all'unica gara che era in programma, lo stadio, una corsa di 192,27 metriː fu, quindi il primo vincitore olimpico alla ripresa delle celebrazioni e dei giochi dopo una interruzione di 86 anni. 
Come premio ricevette ramoscelli d'ulivo da cingere. Pausania così ne parlaː 
Come abitante di Elide e vincitore, dunque, venne onorato con un sacello ai confini della regione, oltre che essere registrato nella tradizione antica come "primo".